# Гренвілл (гора)
50°58′25″ пн. ш. 124°31′44″ зх. д. / 50.9736° пн. ш. 124.529° зх. д.
Гренвілл (Маунт-Гренвілл, англ. Mount Grenville) є найвищою вершиною льодовикового поля Гоматко Тихоокеанського хребта Берегових гір, на схід від краю затоки Б'ют. Її висота 3 126 м н.р.м. і перевищення 1 101 м. Вона розташована на південному краю льодовикового поля  і є однією з великої групи вершин у цьому регіоні, названих на честь діячів єлизаветинської епохи або інших єлизаветинських асоціацій (наприклад, льодове поле включає піки Армада і Галеон).

## Зовнішні посилання
- Аерофотознімок північно-західної сторони бази Гренвілл